# 阪之上家住宅
阪之上家住宅（さかのうえけじゅうたく）は、大阪府堺市西区に所在する歴史的建築物。国の登録有形文化財に登録されている。

## 概要
1918年（大正7年 ) 頃から開発された浜寺地区にあり、洋館は1921年（大正10年）頃に計画されながら、実現されなかった浜寺ホテルの設計の一部を活用して建築されたものといわれている。
- 洋館

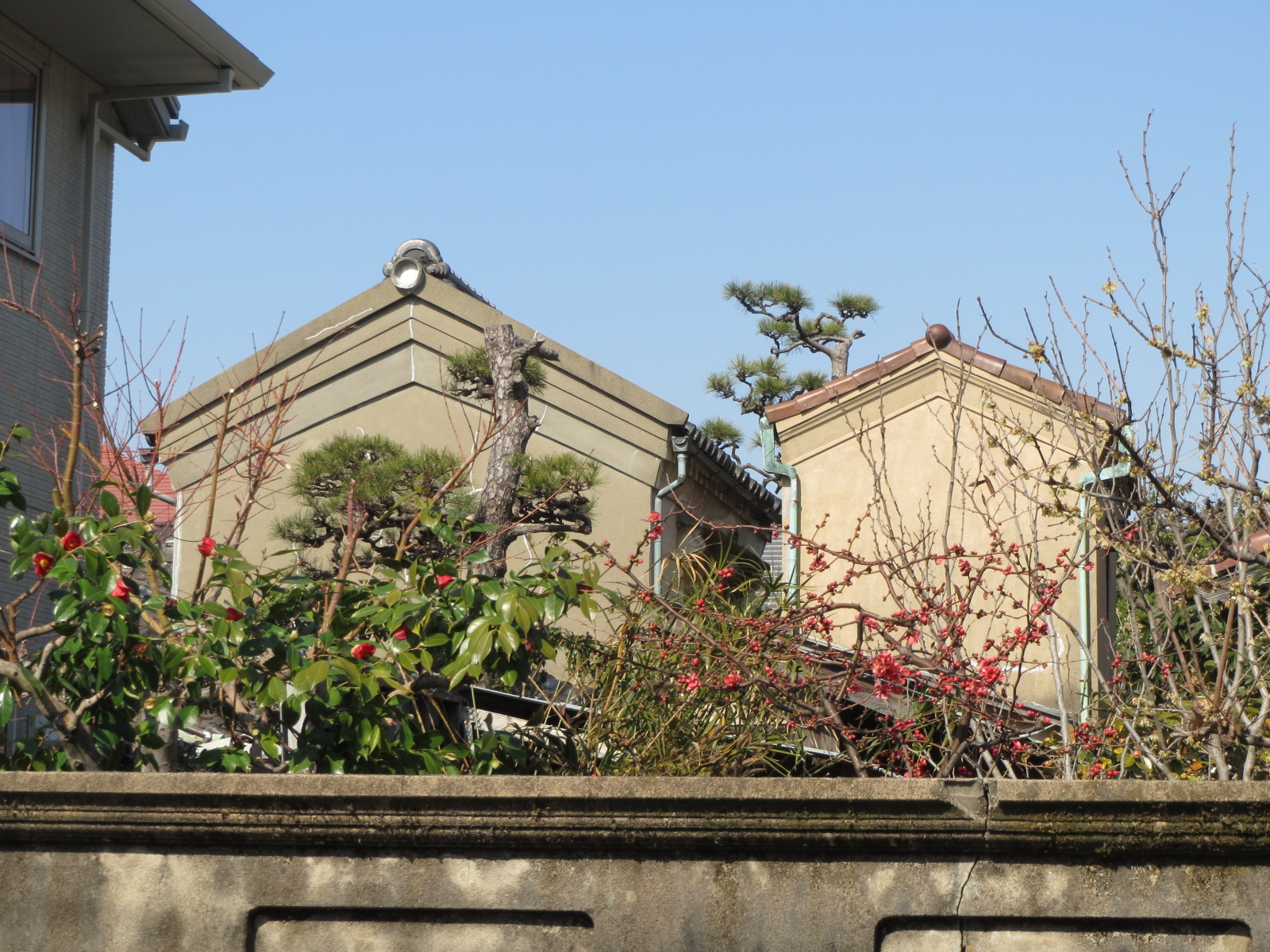
蔵

  - 煉瓦造2階建、建築面積37m2。特徴は柱型をパラペットまで通したファサード構成。
- 離れ座敷
  - 木造平屋建、瓦葺き、寄棟造、建築面積107 m2。1934年 (昭和9年) 建築。床・棚・書院付きの座敷を中心に茶室を張り出す。
- 外塀
  - 門柱を含め延長19m。
- 蔵
  - 木造2階建、瓦葺、建築面積20 m2。1934年建築。切妻造、桁行3間、梁間2間。洋館の柱型意匠に合わせたバットレスを街路側に見せる。
- 渡廊下
  - 木造、建築面積6.5m2。かつての主屋と離れ座敷を結ぶ連絡通路。

## 文化財
1999年 (平成11年) 11月18日、洋館・離れ座敷・外塀・蔵・渡廊下ともに登録有形文化財に登録された。

## 現地情報
- 所在地
  - 大阪府堺市西区浜寺昭和町5丁594
- 公開状況
  - 非公開
- 交通アクセス
  - 南海本線浜寺公園駅より徒歩5分
- 周辺施設
  - 近江岸家住宅
  - 小倉家住宅